# Apeira loniceraria
Apeira loniceraria är en fjärilsart som beskrevs av Stökl. Apeira loniceraria ingår i släktet Apeira och familjen mätare. Inga underarter finns listade i Catalogue of Life.